# Tour de Mayen
Tour de Mayen är en bergstopp i Schweiz. Den ligger i distriktet Aigle och kantonen Vaud, i den sydvästra delen av landet, 70 km sydväst om huvudstaden Bern. Toppen på Tour de Mayen är 2 326 meter över havet.